# 576 (číslo)
Pět set sedmdesát šest je přirozené číslo. Následuje po čísle pět set sedmdesát pět a předchází číslu pět set sedmdesát sedm. Římskými číslicemi se zapisuje DLXXVI a řeckými číslicemi φος.

## Matematika
576 je:
- Abundantní číslo
- Složené číslo
- Druhá mocnina čísla 24
- Nešťastné číslo

## Astronomie
- (576) Emanuela je planetka hlavního pásu, kterou objevil v roce 1905 Paul Götz

## Roky
- 576
- 576 př. n. l.